# Puente Edmund Pettus
El puente Edmund Pettus (del inglés: Edmund Pettus Bridge) es un puente que lleva a la Ruta 80 de los Estados Unidos a través del río Alabama en Selma, en el estado de Alabama. Construido en 1940, lleva el nombre de Edmund Pettus Winston, un exgeneral de brigada confederado y senador estadounidense por Alabama. El puente es acero con un arco de acero que pasa a través de un vano central de 250 pies (76 m). Es famoso por ser el lugar del conflicto del Domingo Sangriento, el 7 de marzo de 1965, cuando  agentes armados atacaron a manifestantes pacíficos de los derechos civiles que intentaban marchar hacia la capital del estado, la ciudad de Montgomery.
El puente fue declarado Monumento Histórico Nacional el 11 de marzo de 2013.